# Julio Soler Guerrero
Julio Soler Guerrero (Ceuta, 4 de juny de 1965) és un exfutbolista espanyol, que ocupava la posició de migcampista.
Al llarg de la seua carrera, el migcampista va militar en diversos clubs. Va debutar a primera divisió a la campanya 91/92 formant amb l'Albacete Balompié, on hi va romandre fins a 1993. La temporada 93/94 recala al Reial Betis, amb qui aconsegueix l'ascens a la màxima categoria, i a l'any següent milita al CD Badajoz, de Segona Divisió. En total, va sumar 122 partits entre Primera i Segona Divisió, tot marcant 9 gols.